# Diclidanthera wurdackiana
Diclidanthera wurdackiana là một loài thực vật có hoa trong họ Polygalaceae. Loài này được Aymard & P.E.Berry mô tả khoa học đầu tiên năm 1997.